# Reinier van der Heijden

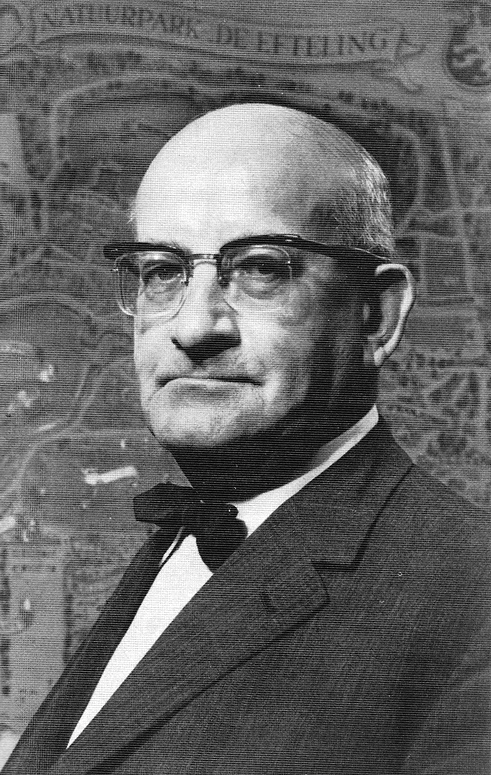
Burgemeester R.J.Th. van der Heijden (1961)

Reinier Joseph Theodorus van der Heijden (Waalwijk, 7 februari 1898 – Den Bosch, 1 juni 1981) was een Nederlands politicus.
Hij werd geboren als zoon van Cornelis Reinier Stephanus van der Heijden (1855-1942; gemeenteontvanger) en Anna Maria Henriette Wakkers (1861-1917). Hij volgde aanvankelijk een priesteropleiding bij het grootseminarie in Haaren maar koos toch maar voor een rechtenstudie. Nadat hij het kandidaatsexamen behaald had aan de Rijksuniversiteit Utrecht vervolgde hij zijn studie aan de net opgerichte Katholieke Universiteit Nijmegen. Hij is daar in 1925 afgestudeerd en werd daarna advocaat in Den Haag. In 1930 volgde zijn benoeming tot burgemeester van de gemeenten Drunen en Oudheusden. In 1935 ging de gemeente Oudheusden op in de gemeente Drunen. Van der Heijden werd in 1942 ontslagen waarna Drunen een NSB'er als burgemeester kreeg. Zelf was hij als gijzelaar anderhalf jaar geïnterneerd in het Kamp Sint-Michielsgestel. Na de bevrijding in 1944 keerde hij terug in zijn oude functie en daarnaast was hij tot 1946 waarnemend burgemeester van Waalwijk. Van der Heijden werd in 1948 benoemd tot burgemeester van Loon op Zand wat hij tot zijn pensionering in 1963 zou blijven. In 1950 werd de Stichting Natuurpark de Efteling opgericht door Van der Heijden, samen met de cineast Peter Reijnders en Anton Pieck. Reden voor de oprichting was dat de plaatselijke economie te veel afhankelijk was van de schoen- en leerindustrie.